# Jeff Kober
Pour les articles homonymes, voir Kober.
Jeff Kober est un acteur américain, né le 18 décembre 1953 à Billings, dans le Montana (États-Unis). Il est notamment connu pour avoir tenu deux rôles distincts dans la série Buffy contre les vampires : à la fois Rack puissant sorcier de la saison 6 et  Zachary Kralik de la saison 3 épisode 12 sans défense. 

## Filmographie

### Cinéma
- 1986 : Passeport pour une nuit blanche (Out of Bounds) : Roy Gaddis
- 1988 : Viper : Matt Thomas / Richard Gelb
- 1988 : Futur immédiat, Los Angeles 1991 (Alien Nation) de Charles Baker : Joshua Strader
- 1988 : Le Dindon de la farce (Lucky Stiff) d'Anthony Perkins : Ike McArthur Nixon Mitchell
- 1990 : Le Premier Pouvoir (The First Power) de Robert Resnikoff : Patrick Channing
- 1992 : Angel Fire :
- 1993 : The Baby Doll Murders : Louis
- 1994 : Prototype J-269 (Automatic) : Major West
- 1995 : Guerrier d'élite (One Tough Bastard) : Marcus
- 1995 : Tank Girl : Booga
- 1996 : Demolition High : Luther
- 1996 : The Big Fall : Johnny 'Axe' Roosevelt
- 1997 : Le Maître du jeu (The Maker) : Rubicon Beziqui
- 1999 : Inferno : Beserko
- 2000 : Undercover (Militia) : Tom Jeffries
- 2001 : The Want : Zed
- 2001 : World Without Waves : Doug
- 2002 : Defining Maggie : Buddy
- 2002 : Plus jamais (Enough) : agent du FBI
- 2003 : Un homme à part (A Man Apart) : Pomona Joe
- 2004 : Hidalgo : Sergent at Wounded Knee
- 2006 : Lucid : Drake
- 2007 : La Colline a des yeux 2 : Redding
- 2016 : Sully : L.T. Cook
- 2018 : Leave No Trace de Debra Granik : M. Walter

### Télévision
- 1985 : Les Routes du paradis : Julian
- 1987 : MacGyver : Matt Bell
- 1987 : La Vérité cachée (Laguna Heat) : Vic Harmon
- 1988 : China Beach : Dodger
- 1991 : Session Man : Dean Storm
- 1992 : Ned Blessing: The True Story of My Life : Tors Buckner
- 1992 : Keep the Change : Billy Kelton
- 1993 : La Loi du professionnel (The Hit List) : Richard Cordon
- 1993 : La Véritable histoire de Cathy Mahone (Desperate Rescue: The Cathy Mahone Story) : J.D. Roberts
- 1993 : X-Files (épisode Projet Arctique) :  Bear
- 1993 : En quête de justice (A Matter of Justice) : Talbot
- 1994 : Higher Education : Dale Evans
- 1994 : Le Silence de l'innocent (The Innocent) : Tinsley
- 1996 : Kindred : Le Clan des maudits (Kindred: The Embraced) : Daedalus
- 1997 : Gold Coast : Roland Crowe
- 1998 : The Advanced Guard : Desmond, Captive Red Neck
- 1998 : La Colère du tueur (Logan's War: Bound by Honor) : Sal Mercado
- 1999 : Buffy contre les vampires : Zachary Kralik
- 1999 : Charmed (Le Pouvoir des Deux) : Jackson Ward
- 2000 : American Tragedy : Bill Pavelic
- 2001 : Star Trek: Voyager (série télévisée, saison 7 épisode 13) : Iko
- 2001 : Face à l'ouragan (Windfall) : Bennett
- 2001 : Le Bateau des ténèbres (Lost Voyage) : Dazinger
- 2002 : Buffy contre les vampires : Rack
- 2003 : The Shield : Bruce Rosen
- 2004 : New York, unité spéciale (saison 6, épisode 7) : Abraham Ophion/Eugene Hoff
- 2005 : Esprits criminels (Criminal minds) : Léo
- 2006 : The Closer : L.A. enquêtes prioritaires : Scott Campbell
- 2007 : Supernatural : Randall
- 2008 : Cold Case : Affaires classées : Mauvaise fortune : Jack Dubinski
- 2009 : Un regard sur le passé (Mending Fences) : Jack Norris Jr.
- 2009-2012 : Sons of Anarchy : Jacob Hale Jr.
- 2011 : New Girl : Rémy
- 2014 : The Walking Dead : Joe
- 2014 : NCIS : Nouvelle-Orléans : Brick Myers
- 2016 : Shameless : Jupiter
- 2020 : Harry Bosch (saison 6, épisode 5) : John the Baptiste
- depuis 2020 : Hôpital central : Cyrus Renault
- 2021 - 2022 : Big Sky : Mr. Kennedy (3 épisodes)
- 2023 : Walker : William (saison 3, épisode 8)
- 2023 : High Desert : Jimmy Kachel (saison 1, épisode 6)
- 2024 : Chicago Med : Doug Green (saison 9, épisode 13)